# Maryslim
Maryslim var ett svenskt rockband som bildades i Stockholm år 1999. Bandet blev ett faktum i och med att gitarristerna Kent Axén (tidigare The Diamond Dogs) och Mats Olsson träffade basisten Urrke T på en konsert på Gröna Lund med The Hellacopters, The Nomads, Powder Monkeys och Wayne Kramer. De har turnerat i Skandinavien, Europa och USA tillsammans med band som The Nomads, Hanoi Rocks, 69 Eyes, Sahara Hotnights och Backyard Babies. När trummisen Patrik Jansson anslöt sig till bandet var sättningen komplett. En höjdpunkt var när bandet spelade på den legendariska rockklubben CBGBs i New York 2002. Deras sista album, A Perfect Mess, gavs ut 21 februari 2007. På albumet finns en av bandets mest uppmärksammade låtar - en cover av Sisters Of Mercys "This Corrosion", med Jyrki 69, från finska 69 Eyes som gästsångare. Basisten Urrke T lämnade bandet 2008 efter nio år som drivande kraft. Kort därefter slutade även gitarristen Kent Axén. Maryslim har sedan dess varit overksamma gällande skivinspelningar och uppträdanden.
Urrke har fortsatt sitt redan påbörjade projekt Midlife Crisis, ett renodlat punkrockband, tillsammans med Dregen (Backyard Babies), Robert Eriksson (Hellacopters) och Måns Månsson (Maggots). De har släppt tre singlar (EP) på Bootleg Booze Records. Urrke bildade även tillsammans med Måns Månsson (Maggots, Midlife Crisis), Jan Fredriksson (Fosgen) och Danny "Furious" O'Brien (The Avengers, Joan Jett, etc) bandet Plantfood. Mats Olsson och Patrik Jansson spelar bland annat med bandet Hellsingland Underground som släppte sitt debutalbum 2008. Patrik Jansson bildade 2010 Patrik Jansson Band och har även släppt soloalbum i eget namn. Kent Axén är ännu inte engagerad i något nytt band.  

## Medlemmar
- Urrke T – basgitarr, sång
- Kent Axén – gitarr, sång
- Mats MF Olsson – sång, gitarr
- Patrik Jansson – trummor

## Diskografi
Studioalbum
- Maryslim (2001) White Jazz Records
- Split Vision (2004) Wild Kingdom Records
- A Perfect Mess (2007) Wild Kingdom Records

EP
- Saints from Hell (vinyl) (1999) Safety Pin Records
- Live n' Loaded (live) (2002) Wild Kingdom Records
- My Time EP (2005) Wild Kingdom Records

Singlar
- "Nothing in Common" (2001) White Jazz Records
- "Quiet Intoxicated" (2001) White Jazz Records
- "Kiss This!" (2002) Zorch Productions (delad 7" vinyl: Adam West / Maryslim)
- "B.T.L" (2004) Wild Kingdom Records

Medverkan på hyllnings-skivor
- 11th Street Tales - A Tribute To Hanoi Rocks (2000) Feedback Boogie
- Born To Raise Head - A Tribute To GG Allin (2000) Feedback Boogie
- Alpha Motherfuckers - A Tribute To Turbonegro (2001) Bitzcore Records
- The Song Ramones The Same - A Tribute To The Ramones (2002) White Jazz Records
- 20 Years Too Soon - A Tribute To The Nomads (2003) Wild Kingdom Records
- A Tribute To The Creatures Of The Night - Kiss (2003) Nuclear Blast